# Cariofil·làcies
Les cariofil·làcies (Caryophyllaceae) són una família de plantes angiospermes.

## Particularitats

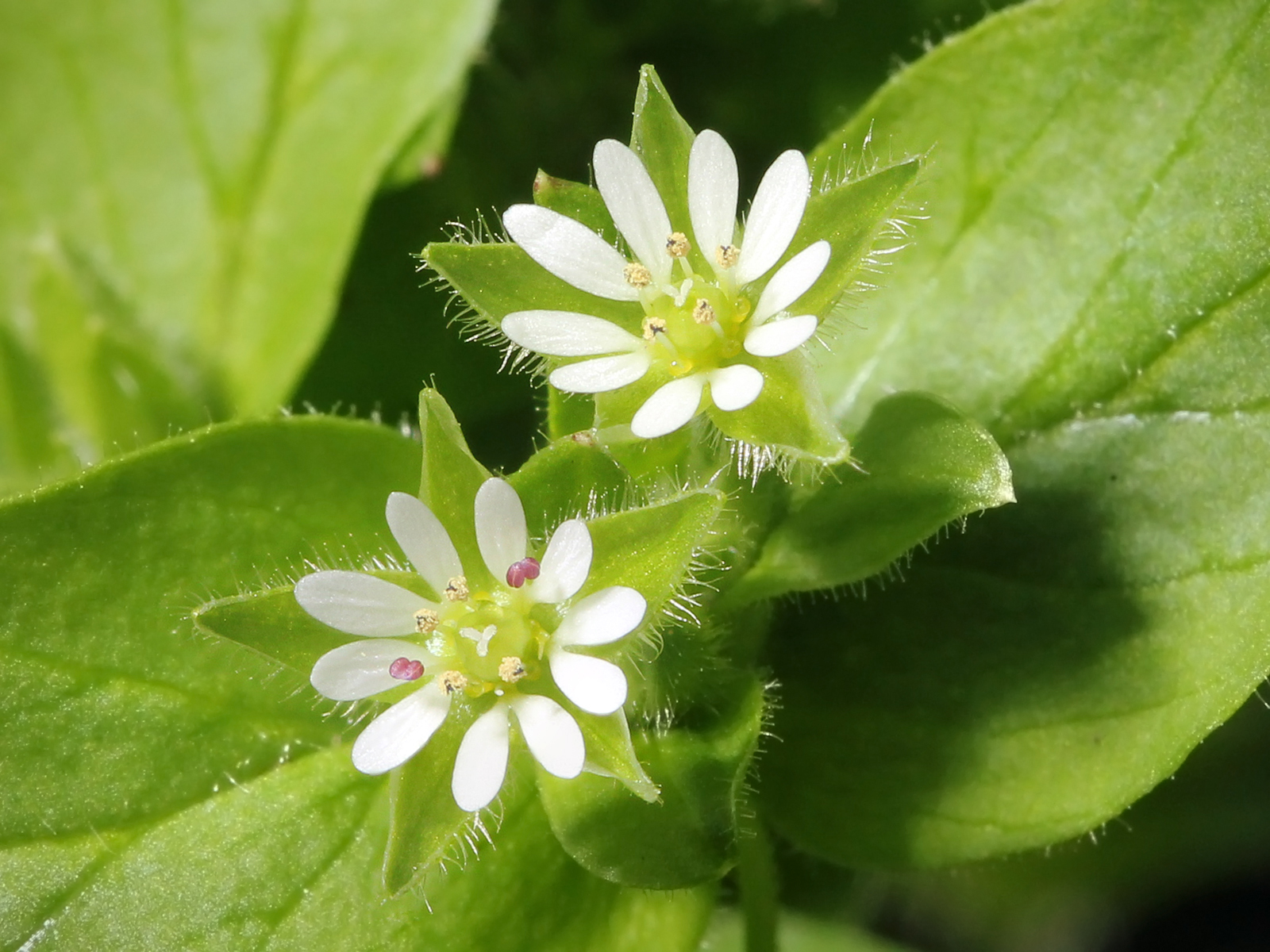
Flor de morró (Stellaria media) on es poden veure algunes de les característiques de la família: 5 sèpals, 5 pètals i 5 estams, i els pètals amb lòbuls, en aquesta espècie tan profunds que els cinc pètals gairebé aparenten ser-ne deu.

Aquesta família inclou el clavell, a més de 88 gèneres i unes 2.000 espècies, dels quals són presents als Països Catalans 31 gèneres i 164 espècies.

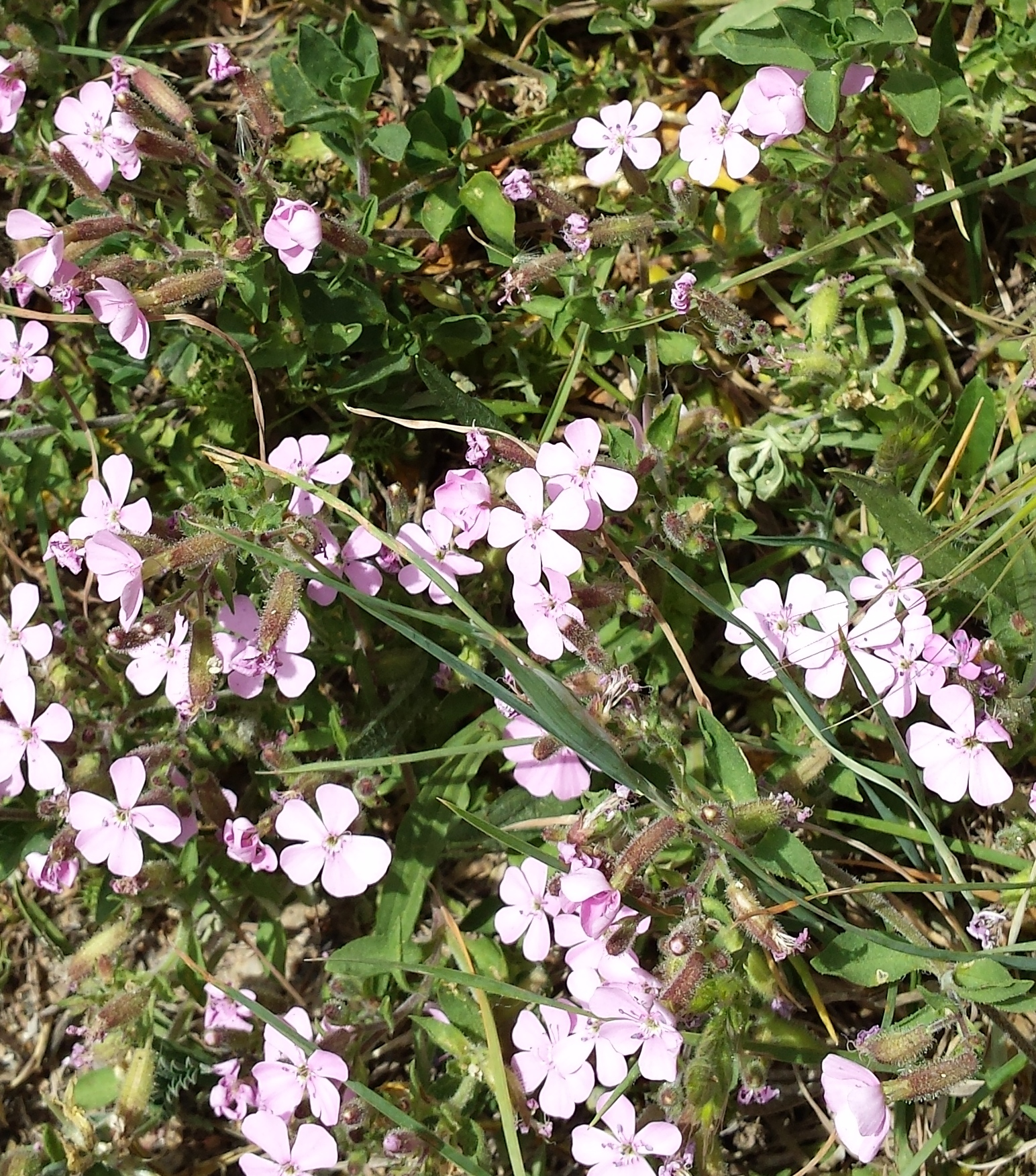
Herba sabonera, una espècie cariofil·làcia

La distribució de la família és cosmopolita i està molt diversificada en la regió mediterrània. La cariofil·làcia Colobanthus quitensis és una de les dues úniques plantes dicotiledònies que es troben en el continent de l'Antàrtida.
Majoritàriament són plantes herbàcies anuals o perennes, poques d'elles són subarbustives (amb un rizoma) o fins i tot arbres menuts.
Les flors normalment són hermafrodites, regulars i pentàmeres, és a dir que tenen 5 pètals i 5 sèpals (de vegades 3 pètals o 3 sèpals, o sense corol·la). Els pètals poden tenir la punta amb lòbuls. El fruit no és carnós i acostuma a ser en càpsula o en núcula.
Les fulles són oposades (més rarament alternes), simples i enteres.

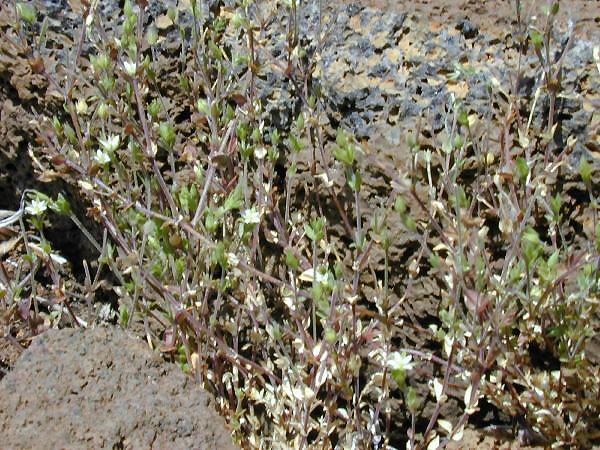
Arenaria serpyllifolia

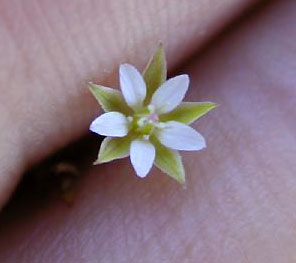
Flor dArenaria serpyllifolia

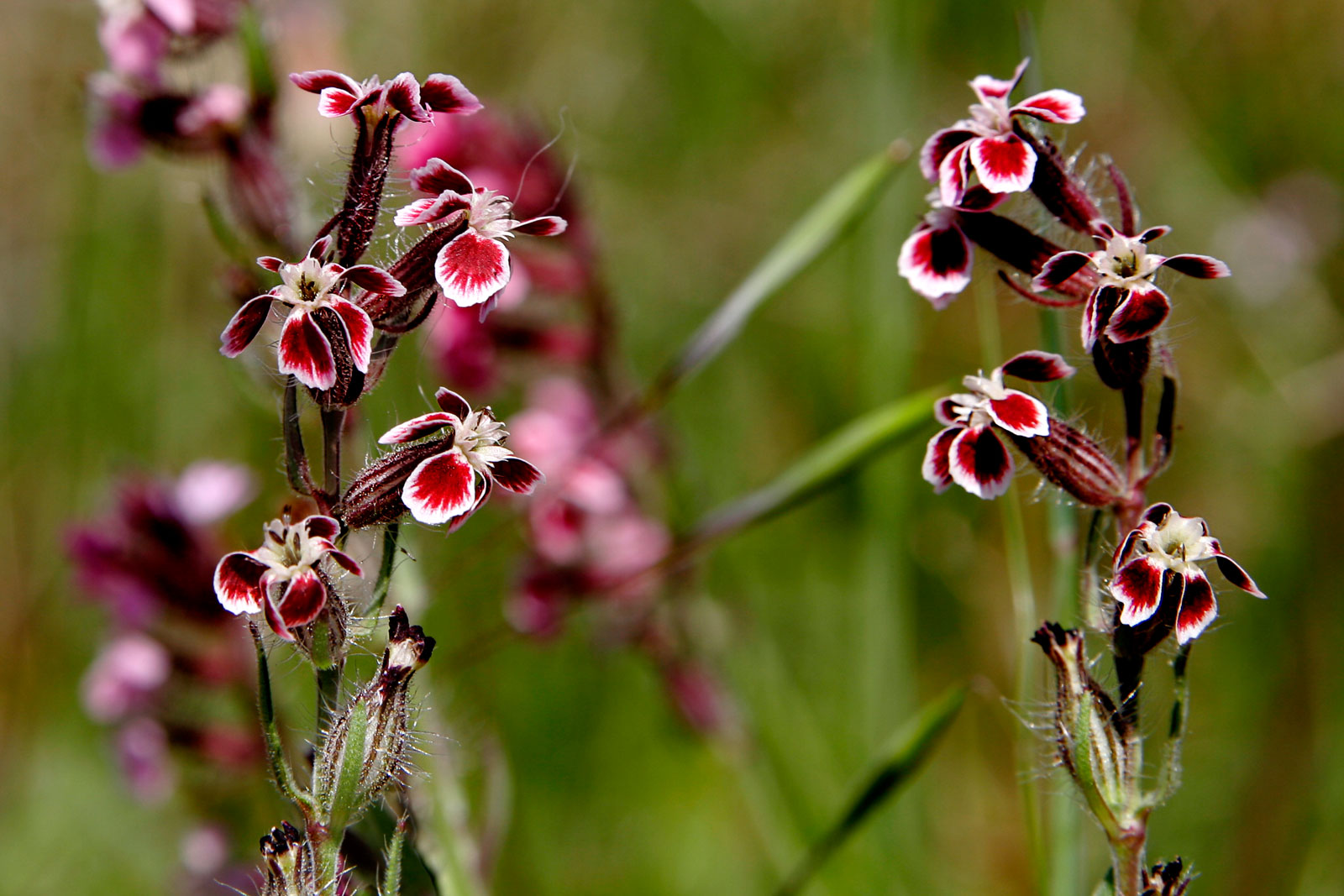
Silene gallica

## Taxonomia
Dins d'aquesta família es reconeixen els següents gèneres:
- Acanthophyllum C.A.Mey.
- Achyronychia Torr. & A.Gray
- Adenonema Bunge
- Agrostemma L.
- Arenaria Ruppius ex L.
- Atocion Adans.
- Augustea Iamonico
- Balkana Madhani & Zarre
- Bolanthus (Ser.) Rchb.
- Brachystemma D.Don
- Bufonia Sauvage
- Cardionema DC.
- Cerastium Tourn. ex L.
- Cerdia Moc. & Sessé ex DC.
- Chaetonychia (DC.) Sweet
- Cherleria L.
- Colobanthus Bartl.
- Cometes L.
- Corrigiola L.
- Cyathophylla Boquet & Strid
- Dianthus L.
- Dicheranthus Webb
- Dichodon (Bartl. ex Rchb.) Rchb.
- Drymaria Willd. ex Schult.
- Drypis P.Micheli ex L.
- Eremogone Fenzl
- Eudianthe (Rchb.) Rchb.
- Facchinia Rchb.
- Gymnocarpos Forssk.
- Gypsophila L.
- Habrosia Fenzl
- Hartmaniella M.L.Zhang & Rabeler
- Haya Balf.f.
- Heliosperma (Rchb.) Rchb.
- Herniaria Tourn. ex L.
- Heterochroa Bunge
- Himgiria Pusalkar & D.K.Singh
- Holosteum Dill. ex L.
- Honckenya Ehrh.
- Illecebrum Ruppius ex L.
- Kabulia Bor & C.E.C.Fisch.
- Krauseola Pax & K.Hoffm.
- Lepyrodiclis Fenzl
- Loeflingia L.
- Mcneillia Dillenb. & Kadereit
- Mesostemma Vved.
- Microphyes Phil.
- Minuartia Loefl.
- Minuartiella Dillenb. & Kadereit
- Moehringia L.
- Moenchia Ehrh.
- Mononeuria Rchb.
- Nubelaria M.T.Sharples & E.A.Tripp
- Odontostemma Benth. ex G.Don
- Ortegia Loefl.
- Paronychia Mill.
- Pentastemonodiscus Rech.f.
- Petroana Madhani & Zarre
- Petrocoptis A.Braun ex Endl.
- Petrorhagia (Ser. ex DC.) Link
- Philippiella Speg.
- Phrynella Pax & K.Hoffm.
- Pirinia M.Král
- Pollichia Aiton
- Polycarpaea Lam.
- Polycarpon Loefl.
- Polytepalum Suess. & Beyerle
- Psammophiliella Ikonn.
- Psammosilene W.C.Wu & C.Y.Wu
- Pseudocerastium C.Y.Wu, X.H.Guo & X.P.Zhang
- Pseudocherleria Dillenb. & Kadereit
- Pseudostellaria Pax
- Pteranthus Forssk.
- Pycnophyllopsis Skottsb.
- Pycnophyllum J.Rémy
- Rabelera M.T.Sharples & E.A.Tripp
- Reicheella Pax
- Rhodalsine J.Gay
- Sabulina Rchb.
- Sagina L.
- Saponaria L.
- Schiedea Cham. & Schltdl.
- Schizotechium (Fenzl) Rchb.
- Scleranthus L.
- Scopulophila M.E.Jones
- Selleola Urb.
- Shivparvatia Pusalkar & D.K.Singh
- Silene L.
- Spergula Dill. ex L.
- Spergularia (Pers.) J.Presl & C.Presl
- Sphaerocoma T.Anderson
- Stellaria L.
- Stipulicida Michx.
- Telephium L.
- Thurya Boiss. & Balansa
- Thylacospermum Fenzl
- Triplateia Bartl.
- Viscaria Bernh.
- Wilhelmsia Rchb.
- Xerotia Oliv.
- Yazdana A.Pirani & Noroozi